# Coppet (stacja kolejowa)
Coppet (fra: Gare de Coppet) – stacja kolejowa w Coppet, w kantonie Vaud, w Szwajcarii. Znajduje się na linii kolejowej Lozanna – Genewa.

## Historia
Stacja Gland została otwarta w 1858 r. wraz z oddaniem do eksploatacji linii Morges - Coppet linii Genewa - Lozanna.

## Linie kolejowe
- Lozanna – Genewa